# Walenty Szeliga
Walenty Szeliga (ur. ?, zm. ?) – polski działacz partyjny i państwowy, spółdzielca, w latach 1954–1956 przewodniczący Prezydium WRN w Gdańsku.

## Życiorys
W drugiej połowie lat 40. pełnił funkcję kierownika Wydziału Spółdzielczego PSS „Społem” i członka zarządu Wojewódzkiego „Samopomocy Chłopskiej”, a także dyrektora Centrali Rolniczej. Wstąpił do Polskiej Partii Robotniczej, następnie przystąpił z nią do Polskiej Zjednoczonej Partii Robotniczej. W sierpniu 1945 nominowany na stanowisko burmistrza Tczewa, jednak nigdy go nie objął, prawdopodobnie wobec sprzeciwu władz partii (wcześniej był jej delegatem na powiat tczewski i kandydatem na tamtejszego starostę). W ramach PPR zajmował stanowisko członka egzekutywy Komitetu Wojewódzkiego w Gdańsku oraz kierownika Wydziału Rolnego. Później w grudniu 1948 wszedł w skład Komitetu Wojewódzkiego PZPR w tym mieście, ponownie wybrany na to stanowisko m.in. w 1956. Od 4 marca 1954 do 26 listopada 1956 zajmował stanowisko przewodniczącego Prezydium Wojewódzkiej Rady Narodowej w Gdańsku.
W 1946 odznaczony Srebrnym Krzyżem Zasługi za owocną pracę przy odbudowie Wybrzeża.